# El Convent (Breda)
El Convent és un edifici que ha estat hospital, convent i centre educatiu situat a Breda (Selva). Situat al nucli urbà, al carrer del Còdols número, 3. És una obra inclosa a l'Inventari del Patrimoni Arquitectònic de Catalunya.

## Descripció
Es tracta d'un edifici civil que consta de planta baixa i pis (junt amb l'edifici número 5 forma un sol cos d'edifici). En el solar que ocupa, antigament hi havia l'Hospital de Breda; més tard es feren algunes transformacions i es construí un convent de monges amb escola per a nenes. A l'edifici també hi havia una església petita dedicada al Sagrat Cor de Jesús (en la part nord i adossada a l'antiga capella de Sant Sebastià).
La coberta és a doble vessant i en teula.
Façana arrebossada i pintada de color ocre. A la planta baixa, quatre obertures, d'esquerra a dreta: finestra, porta, finestra i porta. Al pis: una finestra rodona (finestra de l'església), una finestra amb balcó, i per acabar, i la més interessant, una finestra amb llinda de pedra en arc pla, però que està treballada imitant un arc conopial i que té el detall de tres cares esculpides.

## Història
Aquest edifici estava ocupat originàriament per un hospital i la seva construcció data del 1355, és per això que antigament el carrer es coneixia com a carrer de l'Hospital.
L'any 1595 passa a ser denominat com a carrer Major, i comprenia els carrers Nou, dels Còdols i de Sant Pere. Ja l'any 1615 s'anomenarà carrer dels Còdols.
Pels volts de 1576, l'hospital es traslladà al carrer del Prat; i en aquest moment serà ocupat per monges, que en moments d'inseguretat abandonaren el convent per a tornar-hi després. Foren elles les que obriren una escola de nenes. Gràcies al llegat de la seva fundadora, Maria Fortuny (que era de Breda), i les gestions del rector mossèn Sebastià Aulet.
El col·legi fou regentat des de finals del segle passat i fins 1924 per les monges de Sant Felip Neri, una consagració amb seu central a Barcelona. Després, entre 1928 i 1972 estigueren al càrrec les religioses del Sagrat Cor.
El centre d'ensenyament fou abandonat per manca de personal i l'edifici fou cedit a l'Ajuntament per un termini de 10 anys, i es destinà a casal de gent gran.
Hi ha un plànol del 29 de juny de 1836: “Croquis del Pueblo y defensas de San Salvador de Breda” on hi apareix el carrer dels Còdols, i és el plànol més antic que es conserva a Breda.